# Свети Јован, Мојсије, Антиох и Антонин
Свети преподобни Јован, Антиох, Антонин и Мојсије (старогрчки: ᾿Ιωαννης, ᾿Αντιοχος, ᾿Αντωνινος, Μωυσης) сиријски испосници и светитељи из 4. век - 5. века, .
Податке о животу Јована, Антиоха, Антонина и Мојсија износи Теодорит Кирски у 23. поглављу своје књиге „Историја богољубаца“.
Сва четворица подвижника водила су усамљенички живот. Јован се одликовао скромношћу и кротошћу. За своју резиденцију одабрао је једну стеновиту литицу, која се налазила на северу и коју су дували оштри ветрови, у време када је написао књигу „Историја богољубаца“ (444), подвижник је живео на литици 25 година; , стрпљиво подносећи све неповољне утицаје климе. Препуштајући се посту и молитви, Јован је носио гвоздене окове. Један човек је засадио у близини своје куће младицу бадема, која је постала дрво и дала Јовану хлад и задовољила његов вид. Али Јован нареди да се ово дрво посече, да не би имао такву утеху за себе. 
Мојсије је живео сличним животом, радећи на једном високом врху у близини села Рама. 
Антиох је, већ у старости, подигао је себи ограду на једном пустом месту и у њему се подвизавао. 
Слично је у подвизима бескрвне жртве живео и монах Антонин, такође старац. Подвизавао се код Антиоха, и у свему га подражавао: у храни, у одећи и у будности, као и у дневним и целоноћним молитвама.